# Küllstedt
Küllstedt é um município da Alemanha localizado no distrito de Eichsfeld, estado da Turíngia. Küllstedt é a sede do Verwaltungsgemeinschaft de Westerwald-Obereichsfeld.